# حمد حسب بريك
حمد حسب بريك (1864 - 1964)، هو الناجي المصري الوحيد من السفينة الإنجليزية تيتانك التي غرقت عام 1912، كان حمد بريك وقت الحادث في الأربعينيات من عمره.
كان على متن السفينة عشرات العرب من بينهم لبنانيون ومصريون، ومنهم مصري نجا من الحادث، وعاد لبلاده سالما وهو حمد حسب بريك.

## وفاته
توفي حمد بريك دون مرض على سريره في العام 1964 بعد أن تجاوز عمره الـ 100 عام، وظلت حكايته ورواياته عن رحلة تيتانك تراثا له، يتوارثه أحفاده جيلا بعد جيل.

## كُتب عنه
- كتاب: «تذكرة على متن تيتانيك» للصحفية المصرية ياسمين سعد

## وصلات خارجية
- صفحته على موقع تايتنيك
- تفاصيل رحلتي بحثًا عن العربي الغامض الناجي من تيتانيك
- (فيديو): الصحفية المصرية ياسمين سعد تتحدث عن حمد حسب بريك.
- (فيديو): قصة الناجي المصري الوحيد من غرق السفينة تيتانيك مع الصحفية "ياسمين سعد"